# سگ در فرهنگ ایران باستان
سگ در ایران باستان به جنبه‌های نمادین سگ در فرهنگ ایران باستان می‌پردازد. سگ یکی از حیواناتی است که در اساطیر و مذاهب برخی از جهانیان نیز مورد احترام قرار گرفته و جنبه‌های نمادین یافته‌ است. سگ همچنین در دین زرتشتی و میان ایرانیان باستان ارزش و جایگاه ویژه‌ای داشته‌ است. به موجب اخبار قدیم و مورخان یونانی چون استرابو و هرودوت و دیگران میان کاسپی‌ها سگ از احترام و تقدس فوق‌العاده‌ای برخوردار بوده و مقام حقوقی چون انسان داشته‌ است. کاسپی‌ها در آغاز از اقوام غیرآریایی بودند اما عناصر آریایی نیز در میانشان ملاحظه می‌شود. کاسپی‌ها در زمان مادها دیگر قدرت چندانی نداشتند اما نفوذ معتقدات کاسپی‌ها در زمان مادها قابل توجه است.

## واژه‌شناسی
واژهٔ «سگ» در بیشتر زبان‌های هند-اروپایی و لهجه‌های ایرانی وجود داشته و هم‌اکنون نیز برجاست به قرار ذیل:
| زبان            | تلفظ             | به لاتین        |
| --------------- | ---------------- | --------------- |
| اوستا           | سپن              | span            |
| پارسی باستان    | سکا              | saka            |
| مادی            | سپاخا یا «اسپکو» | spaka, spako    |
| آریایی          | سوآ-کا           | sua-ka          |
| سانسکریت        | سون              | svan            |
| ارمنی           | شن               | shun            |
| روسی            | سباک             | sbaka           |
| پهلوی جنوب غربی | سک               | sak             |
| افغانی          | سپی              | spai            |
| کردی            | سه/سپه‌ک          | sa-(sah), sepak |
| کاشانی          | اسبه یا اسپه     | esba , espa     |
| تالشی           | سیپه             | sipa            |
| گیلکی           | سیگ              | saeg            |
| سمنانی          | اسپا             | aspa            |
| سنگسری          | آئسبه            | aesbe           |
| سرخه‌ای          | اسبه             | esba            |
| شهمیرزادی       | آئسبئه           | aesbae          |

چنان‌که ملاحظه می‌شود در بسیاری از لهجه‌های کنونی ایران، هم چون:کاشانی و سمنانی واژهٔ «سپن» که ریشهٔ اوستایی کلمهٔ «سگ» است، باقی است. البته این واژه در زبان تالشی نیز کاربرد دارد. در زبان گیلکی واژهٔ «سک» در بعضی مناطق، به ویژه نواحی شرقی گیلان مانند اشکورات، رایج است. حتّا به گفتهٔ یاقوت حموی، اصفهان (اسپهان) از واژه‌های «اسبا»(esba) به معنی سپاه و سگ است و این نشان می‌دهد که در لهجه‌های قدیم اصفهان «اسباه» به معنی «سگ» بوده‌است. واژهٔ «سپک» (spaka) در اوستا صفت است به معنی سگ مانند.
هرودوت در تاریخ خود دربارهٔ افسانه زایش کوروش بزرگ نوشته‌است که او را به گاوبانی سپردند، همسر او که «سپکو» (spako) نام داشت. او کوروش را شیر داد و بزرگ کرد چون کوروش به نزد پدر و مادر خود بازگشت، همواره نام «سپکو» را بر زبان می‌راند و مهربانی‌های او را به یاد می‌آورد چون پدر و مادر همیشه نام «سپکو» به معنی «سگ» را از زبان پسر می‌شنیدند، به مردم می‌گفتند که به خواست ایزدان، کوروش در بیابان از سگی شیر خورد و پرورش یافت. نظر به همین داستان است که برخی از نویسندگان و محققان گمان کرده‌اند که او در کودکی از سگی شیر خورده‌است.

## سگ در فرهنگ ایرانی
در همهٔ داستان‌ها و افسانه‌هایی که دربارهٔ سگ بیان شده، این حیوان مجموعه‌ای از نمادهای پیچیده، اما شفابخش، وفادار و راهنمایی است که شکار و مرگ را به نمایش می‌گذارند و با لیس زدن قدرت پاکیزه‌سازی خود را آشکار می‌سازد، گویی نگهبان مرز میان خودآگاهی و ناخودآگاهی است. او نه تنها در گذشتگان را به دنیای فروردین راهنمایی می‌کند بلکه از عالم ماورا خبر داشته، میانجی دنیا و آخرت است و پیوندی اساطیری با ماورا دارد.
در دین زرتشتی سگ با انسان هم رتبه است و احکام و ویژگی‌هایی که به آن نسبت داده شده با ویژگی‌های انسان‌ها برابری می‌کند، گویی این حیوان آمیزه‌ای از جانوران و مردمان است و حتی گفته‌اند سه یک او از انسانهاست و از این جهت «سگ» خوانده شده‌است. ایرانیان باستان معتقد بودند که «سگ با کمک خروس ارواح پلید و جادوگران را هنگام شب از زمین دور می‌کند و سروش را یاری می‌نماید. دشمن اهریمن است و چون واق می‌کند درد و رنج و آزار و نافرمانی را از بین می‌برد.

### آیین مهر
در آیین مهر سگ یار وفادار میتراست که با او به شکار می‌رود. در نقش‌های برجسته‌ای بزرگ بازیافته در ناحیهٔ استربورکن و هورن‌هایم و روکینکن در آلمان سگ‌های شکاری در پیرامون میترا دیده می‌شوند.

### اسطوره آفرینش
مشی و مشیانه(آدم و حوا)هنگامی که حیات انسانی یافتند، آتش روشن کردند و گوسفندی را که اورمزد به آنها داده بود، ذبح نموده، قطعه‌هایی از آن را درون آتش انداختند که در نظر ایشان عنصری بسیار مقدس بود و قطعه‌ای را به سوی آسمان افکندند، سگی که همراه آنان بود دوید و گوشت را ربود و خورد. مطابق این روایت احتمال دارد یکی از دلایل تقدس سگ در نزد زرتشتیان، همین یعنی تغذیه از گوشت مقدس باشد. در روایت دیگر مشی و مشیانه قطعه‌ای گوشت در آتش می‌افکندند و قطعه‌ای را به عنوان سهم ایزدان به سوی آسمان می‌اندازند و قطعهٔ سوم را به سگ خود می‌دهند. می‌توان فرض کرد که آتش و ایزدان و سگ، هر سه از دیرباز مقدس به‌شمار می‌آمدند که مشی و مشیانه هر یک از سه قطعهٔ گوشت را به یکی از آنها می‌دهند.

### سیمرغ
سیمرغ نام پرنده‌ای اسطوره‌ای در ایران باستان است، این موجود غول پیکر، بالدار و مؤنث و معمولاً به داشتن یک بدن پوشیده از پولک همراه با سر سگ، پنجهٔ شیر و بال طاووس توصیف می‌شود.

### در آثار زرتشتی
در روایات داراب هرمزدیار از سگ مقدسی به نام زرین‌گوش سخن به میان آمده‌است که پاسبان کالبد کیومرث است و به تنهایی از آن کالبد نگهداری می‌کند چنان‌که هفت امشاسپند نتوانستند از آن محافظت کنند اما زرین‌گوش از عهدهٔ این کار برآمده، در زمرهٔ محافظان پل چینوت قرار می‌گیرد. به اعتقاد زرتشتیان سگ از جمله موجوداتی است که از نطفهٔ کیومرث به وجود آمده‌اند و به دلیل وجود نطفهٔ وی در این حیوان گوشت آن خوردنی نیست.
در بندهشن آمده‌است: «از آفریدگان مادی، سگ، نگهبان و از میان برندهٔ دروج و درد است و با چشم همهٔ ناپاکی‌ها را از میان می‌برد».
ارداویراف در سفر روحانی خود به دوزخ رسیده، مشاهده می‌کند که «دیوان مانند سگ روان مردی را می‌درند و گوشت او را به سگان می‌دهند، می‌پرسد:که این تن چه گناه کرد که این گونه مجازات می‌شود؟ سروش پاک و ایزد آذر به او پاسخ می‌دهند که این روان آن مردم بدکار است که در گیتی سگ شبانان را، از خورش بازداشت یا زد و کشت
فرگرد سیزدهم وندیداد با ۵۶ بند دربارهٔ کیفر و مجازات قتل انواع سگ‌ها و ایذاء و آزار آنهاست. در بخش نخست از این فرگرد بیان می‌شود که از میان آفریده‌های اهورامزدا سگ بسیار محترم است چون از سپیدهٔ کاذب تا فجر صادق با اهریمن مقابله می‌کند و پاسبان آفرینش نیک است.

### نقش سگ در جهان واپسین
یمه خدای مرگ دو سگ داشته که همواره او را همراهی می‌کردند. وظیفهٔ اصلی آن‌ها ترسانیدن اهریمنان و مراقبت از ارواح بوده‌است. می‌گویند ارواح درگذشتگان از یمه (جمشید) خواستند که سگ‌ها را برای راهنمایی و نگهبانی آن‌ها به سرزمین مردگان بفرستد.
در اسطورهای ایرانی و دین زرتشتی سگ پشوپانه محافظ پل چینوت و نگهبان گذرگاه میان دنیا و آخرت است. وظیفهٔ آن حیوان، این است که ارواح پاک را از آسیب اهریمن می‌رهاند و به ارواح پلید اجازه نمی‌دهد که از این پل عبور نمایند.
همچنین آمده‌است که هر کس در دنیا از سگ نگهداری کند و به آن غذا داده، حیوان را نیازارد، اگر چه دوزخی باشد زرین گوش همان سگی که در آغاز نگهبان کالبد کیومرث بود و سپس نگهبان چینوت پل می‌شود، آوایی سهمگین سر می‌دهد چنان‌که دیوان از عذاب کردن آن روان دست بر می‌دازند؛ اما اگر کسی در دنیا سگ را آزار دهد، زرین گوش اجازه عبور از پل چینوت را به او نمی‌دهد.

## رسم سگ‌دید
از دیدگاه زرتشتیان زمانی که جان از بدن خارج می‌شود اگر کسی در کنار پای جسم بسته باشد چون نسوش (دیوی که بر اجساد آدمی دست می‌یابد و آن را پلید می‌سازد) بر وی هجوم برد و چنانچه سگ آن جسد را ببیند، نسوش رانده می‌شود. به احتمال زیاد رسم سگ‌دید که عبارت بود از آوردن سگی بر بالین محتضر یا مرده و نشان دادن جسد به سگ و مالیدن پوزه به آن جسد، از همین عقیده سرچشمه گرفته‌است. «سگ که دزد و گرگ و دشمن مادی را می‌راند قادر به راندن «دروج» و نسوش پلیدی که از سوی باختر، جایگاه دیوان، بر جسد مرده حمله می‌کند، هم هست. سود و خاصیت طبیعی و طبی رسم «سگدید کردن» این است که حیوان مذکور در شناخت مرگ توانا و در مرگ ناگهانی و بی‌هوشی قادر به تشخیص مردگان از زندگان است. تا چندی پیش با نهادن قطعه نانی بر سینهٔ جسد و بردن سگ برای برداشتن آن رسم «سگدید کردن» به ذهن‌ها القا می‌شد.»